# Rudolf Diels
Rudolf Diels (Berghausen, Renania 16 de diciembre de 1900 – Katzenelnbogen, 18 de noviembre de 1957) fue un abogado y funcionario alemán que ejerció como primer líder de la Gestapo, en 1933-1934. Miembro de la Schutzstaffel, obtuvo el rango de SS-Oberführer, y fue un protegido personal de Hermann Göring.

## Biografía

### Primeros años
Diels nació en Berghausen del Taunus, en el seno de una familia de granjeros. Sirvió en el Ejército Imperial durante la Primera Guerra Mundial y posteriormente, a partir de 1919, empezó a estudiar derecho en la Universidad de Marburgo. En el ambiente universitario pronto se ganó la reputación de ser un bebedor y un mujeriego. Durante estos años recibió varias cicatrices faciales como resultado de los duelos académicos que mantuvo con jóvenes alemanes y austríacos de Clase alta para así demostrar su virilidad. Sin embargo, las cicatrices no le supusieron un gran menoscabo de su buena apariencia y de hecho siguió teniendo un aspecto bastante llamativo.

### Jefe de la Gestapo
En 1930 se unió al Ministerio del Interior prusiano y dos años después fue promocionado al puesto de asesor de la Policía prusiana, con la misión de investigar tanto a los comunistas como a los nazis. Cuando Adolf Hitler subió al poder, Diels fue nombrado jefe de la Policía Secreta Prusiana. Göring fue designado ministro-presidente de Prusia en 1933, y pronto quedó impresionado con el trabajo de Diels y su nuevo compromiso con el Partido Nazi. Diels se convirtió en un protegido de Göring. En abril de 1933, Göring fue nombrado jefe del nuevo Departamento 1A de la Policía estatal prusiana, el encargado de los crímenes políticos. El Departamento 1A pronto fue renombrado como Geheime Staatspolizei (Policía Secreta del Estado), o Gestapo.
El 27 de febrero de 1933 se produjo el Incendio del Reichstag y Diels fue el interrogador del principal acusado, Marinus van der Lubbe. Posteriormente informó a Hitler que creía que el fuego había sido iniciado en solitario por van der Lubbe. Sin embargo, Hitler estaba convencido de que los auténticos responsables eran los comunistas. Poco después del incidente del Reichstag, en octubre de 1933, Diels ordenó a Arthur Nebe organizar el asesinato del antiguo líder nazi Gregor Strasser, aunque finalmente el plan no fue llevado a cabo.
Diels no tardó en atraer la atención de sus rivales políticos, incluido el jefe de las SS, Heinrich Himmler, y su adjunto, Reinhard Heydrich. Entre 1933 y 1934, Himmler y Heydrich fueron haciéndose cargo de las policías políticas alemanas de cada estado, región tras región. Pronto, la única policía secreta que quedaba fuera de su control era la prusiana. Preocupado porque Diels no estaba siendo lo bastante implacable para contrarrestar de forma efectiva el poder de las Sturmabteilung (SA), Göring entregó el control de la Gestapo a Himmler el 20 de abril de 1934. También ese mismo día, Hitler nombró a Himmler jefe de todos los organismos policiales alemanes que había fuera de Prusia. Heydrich, nombrado por Himmler como jefe de la Gestapo el 22 de abril de 1934, continuó como jefe del servicio de seguridad de las SS (Sicherheitsdienst o SD). A pesar de haber quedado desprestigiado, con la ayuda de Göring, Diels logró evitar ser ejecutado en el verano de 1934 durante la llamada "Noche de los Cuchillos Largos". Previamente se había convertido brevemente en adjunto del jefe de la policía en Berlín. Poco después fue nombrado Regierungspräsident del gobierno local de Colonia.

### Últimos años y posguerra
Diels mantuvo su relación con Göring, y llegó a contraer matrimonio con una prima de su protector, Ilse Göring. En 1940 Hermann Göring le salvó de acabar en prisión tras haberse negado a ordenar el arresto de varios judíos. Sin embargo, en 1944, tras el Atentado del 20 de julio que intentó asesinar a Hitler, fue arrestado por la Gestapo y encarcelado, aunque sobrevivió.
Durante los Juicios de Núremberg, Diels presentó una declaración jurada a la parte acusadora, aunque también sería citado a declarar por el abogado defensor de Göring. Después de 1950 sirvió en el gobierno de posguerra de Baja Sajonia y después en el Ministerio del Interior, hasta que se retiró del servicio activo en 1953. Diels murió el 18 de noviembre de 1957, mientras estaba cazando, cuando su rifle se descargó accidentalmente. Fue enterrado en la parcela familiar en el cementerio de Berghausen pero su lápida fue retirada años después.

## Obras
Las memorias de Diels, Lucifer Ante Portas: Von Severing bis Heydrich, fueron publicadas en 1950. 
Después de su jubilación publicó otra obra mucho menos cautelosa: Der Fall Otto Johns ("El Caso de Otto John", 1954).